# Parklicht

Sinnbild für Parkleuchte auf Bedienelementen in Fahrzeugen nach ISO 7000

Als Parklicht wird in Deutschland ein bei abgezogenem Zündschlüssel einzuschaltendes Licht bezeichnet. Es darf in Deutschland innerorts an Stellen ohne ausreichende Fremdbeleuchtung anstelle des Standlichts benutzt werden – beispielsweise an Stellen, an denen die Straßenbeleuchtung nicht während der gesamten Nacht eingeschaltet bleibt (erkennbar durch eine rote Markierung am Lichtmast; Deutsche StVO-Zeichen 394 bzw. Zeichen 394-50 bzw. Hinweiszeichen 12 in Österreich). Das Parklicht ist meist mit dem Blinkerhebel zu bedienen und leuchtet nur die der Straße zugewandte Seite aus. Dabei werden dieselben Glühlampen wie beim Standlicht benutzt, jedoch einseitig und teilweise ohne zugeschaltete Nummernschildbeleuchtung. Dies hängt davon ab, ob eine mittig angebrachte Kennzeichenbeleuchtung über den rechten oder linken Strang geschaltet wird. 
Bei Oldtimern sind Schalter und Leuchten für das Standlicht noch getrennt vorhanden.
Das Parklicht darf nur innerhalb geschlossener Ortschaften benutzt werden, außerorts muss stets das Standlicht eingeschaltet werden.